# Osové
Osové (in tedesco Wossowe) è un comune ceco situato nel distretto di Žďár nad Sázavou, nella regione di Vysočina.